# WISE 0855−0714
좌표:  08h 55m 10.83s, −07° 14′ 42.5″

WISE 0855−0714는 준갈색왜성이다. 지구에서 가장 가까운 준갈색왜성이기도 하다.

## 질량
질량은 목성의 약 3~13배로 갈색왜성에 미치지 못한다. 그래서 국제천문연맹에서는 준갈색왜성으로 분류하였다. 

## 행성 및 생명체
WISE J085510.83-071442 주변에 행성이 있을 수 도 있으나 어차피 보이지 않으니 추측에 불과할 것이다. 목성의 유로파 같은 천체를 가지고 있다면 내부에는 생명체가 살 지도 모를일이다.

## 주변 행성
2015년 6월에는 WISE J085510.83-071442 주변 9AU~970AU 범위엔 목성보다 무거운 천체는 발견하지 못했다고 이 준갈색왜성의 발견자인 Kevin Luhman가 발표했다.

## 이동 속도
태양 기준으로 봤을 때 이동 속도가 꽤 빠른 편인데, 떠돌아 다니는 천체이니 만큼 어찌보면 당연할지도 모른다.

## 같이 보기
- 가까운 항성 목록
- 루만 16
- 슈퍼목성
- 준갈색왜성